# Assur-nerari III
Assur-nerari III ou Assur-Nerari ou Ashur-Nirari, roi d'Assyrie de 1204 à 1198 ou 1193 à 1188 (Amélie Kuhrt).

## Biographie
Assur-nerari III est le fils d'Assur-nadin-apli. Certains spécialistes pensent qu'il était peut-être un usurpateur qui profita du chaos qui suivit la mort de Tukulti-Ninurta Ier.